# Le Progrès civique
Le Progrès civique est un journal hebdomadaire français de l'entre-deux guerres fondé par Henri Dumay en 1919. Le Progrès civique, « journal de perfectionnement social », se veut un « journal honnête pour les honnêtes gens ». Sa ligne éditoriale est éclectique et représentative de toutes les gauches, de la plus extrême à la plus modérée. Le Progrès civique a paru tous les samedis, de 1919 à 1939.

## Histoire

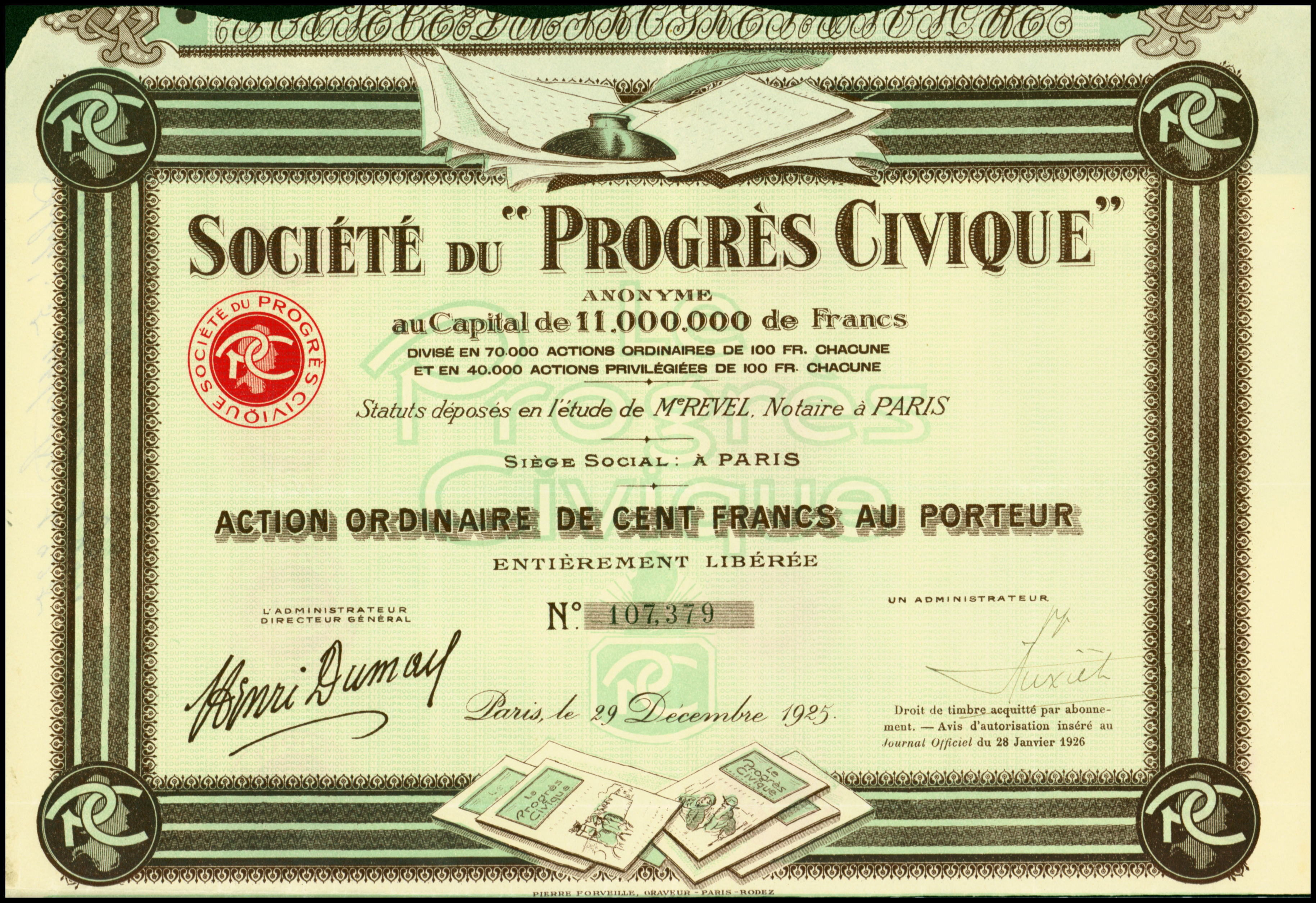
Action de la Société du Progrès Civique en date du 29 decembre 1925

Constitué en société anonyme, le Progrès civique a publié son premier numéro le 1er mai 1919. Le dernier a paru en 1939. Ses bureaux étaient installés à Paris, 5 rue du Dôme, (XVIe). C'est un journal indépendant, vraiment indépendant qui, selon sa direction : ne figure sur aucune liste ministérielle « de distribution de fonds secrets à la presse » ; qui ne reçoit de subvention d’aucun groupe politique, d’aucun syndicat patronal ou ouvrier ; qui ne sert les intérêts d’aucun particulier. Le Progrès civique a cependant recours à quelques annonceurs, « des maisons sérieuses », mais il ne publie de publicité financière à aucun prix. Ses collaborateurs ne bénéficient d’aucun permis de circulation gratuite en chemin de fer, et ne sauraient accepter d’exonération de droit d’entrée aux salles de spectacle.
Le Progrès civique se veut aussi et surtout un « journal de perfectionnement social ». Pour l'un de ses rédacteurs, Régis Messac, « La première condition de ce perfectionnement social, c’est la critique de la société existante, de toutes les sociétés existantes, une critique sans merci. »
Cet hebdomadaire publiera également les premiers travaux de George Orwell.
Hubert Néant,  présente le Progrès civique, comme un hebdomadaire de « tendance radicale et socialiste » (sic). Dans la première moitié des années 1920, dit-il, «  ses rédacteurs attaquent le Bloc national, pourfendent les mercantis et autre profiteurs de la guerre, défendent autant les anciens combattants que les consommateurs, blâment les opérations militaires en Syrie et au Maroc, prônent la recherche de la paix internationale, et soutiennent la SDN. Sans approuver le communisme, ils recommandent le dialogue avec la Russie soviétique […]. D’une façon générale, ils consacrent aux relations internationales et à l’économie mondiale des développements importants. » [

## Caractéristiques techniques
- Format :  29 x 20,5 cm
- Pages : 32
- Périodicité : hebdomadaire

## Responsables éditoriaux
- Directeur : Henri Dumay
- Rédacteur en chef : Henri Bellamy

## Rédacteurs
Le journal offre de bons dessins, et des articles réguliers de :
- Henri Barbusse[2]
- Albert Bayet
- Bernard Bécan
- Ferdinand Buisson, fondateur et président de la Ligue des droits de l'homme
- Michel Corday
- Georges Duhamel
- Léon Frapié
- Raoul Guérin
- Émile Guillaumin
- Henri Lévy-Bruhl
- Charles Gide, professeur au collège de France
- Gaston Jèze, professeur à la faculté de droit de Paris
- Albert Mathiez, professeur d’histoire à la faculté de Dijon
- Victor Méric, fondateur de la Ligue internationale des combattants de la paix
- Régis Messac
- Henri Monnier, dessinateur
- Jean Rostand
- Charles Seignobos, professeur à la Sorbonne
- Léon Treich
- Herbert George Wells